# Reda Khadra
Reda Jousef Khadra (Berlino, 4 luglio 2001) è un calciatore tedesco, centrocampista dello Stade Reims.

## Carriera

### Club
Cresciuto nel settore giovanile del Borussia Dortmund, il 1º ottobre 2020 viene acquistato dal Brighton. Impiegato inizialmente con la formazione Under-23, esordisce in prima squadra il 13 gennaio 2021, in occasione dell'incontro di Premier League perso per 1-0 contro il Manchester City, subentrando al minuto 86' a Leandro Trossard. Poco impiegato, il 31 agosto seguente viene ceduto in prestito al Blackburn per l'intera durata della stagione. Il 26 luglio 2022 viene prestato allo Sheffield United. Tuttavia, nel gennaio 2023 viene richiamato, e il 10 gennaio successivo, oltre a prolungare il contratto fino al 2024, passa in prestito al Birmingham City fino al termine della stagione.
Il 21 luglio 2023 viene ceduto a titolo definitivo ai francesi dello Stade Reims.

### Nazionale
Ha giocato nelle nazionali giovanili tedesche Under-18 ed Under-21.

## Statistiche

### Presenze e reti nei club
Statistiche aggiornate al 21 settembre 2024.
| Stagione           | Squadra              | Campionato         | Campionato | Campionato | Coppe nazionali | Coppe nazionali | Coppe nazionali | Coppe continentali | Coppe continentali | Coppe continentali | Altre coppe | Altre coppe | Altre coppe | Totale | Totale |
| Stagione           | Squadra              | Comp               | Pres       | Reti       | Comp            | Pres            | Reti            | Comp               | Pres               | Reti               | Comp        | Pres        | Reti        | Pres   | Reti   |
| ------------------ | -------------------- | ------------------ | ---------- | ---------- | --------------- | --------------- | --------------- | ------------------ | ------------------ | ------------------ | ----------- | ----------- | ----------- | ------ | ------ |
| 2019-2020          | Borussia Dortmund II | RL                 | 1          | 0          | -               | -               | -               | -                  | -                  | -                  | -           | -           | -           | 1      | 0      |
| ott. 2020-2021     | Brighton             | PL                 | 1          | 0          | FACup+CdL       | 0+0             | 0+0             | -                  | -                  | -                  | -           | -           | -           | 1      | 0      |
| 2021-2022          | Blackburn            | FLC                | 27         | 4          | FACup+CdL       | 1+0             | 1+0             | -                  | -                  | -                  | -           | -           | -           | 28     | 5      |
| 2022-gen. 2023     | Sheffield United     | FLC                | 15         | 1          | FACup+CdL       | 0+1             | 0+0             | -                  | -                  | -                  | -           | -           | -           | 16     | 1      |
| gen.-mag. 2023     | Birmingham City      | FLC                | 14         | 3          | FACup+CdL       | 2+0             | 1+0             | -                  | -                  | -                  | -           | -           | -           | 16     | 4      |
| 2023-2024          | Stade Reims          | L1                 | 29         | 1          | CF              | 2               | 0               | -                  | -                  | -                  | -           | -           | -           | 31     | 1      |
| 2024-2025          | Stade Reims          | L1                 | 4          | 0          | CF              | -               | -               | -                  | -                  | -                  | -           | -           | -           | 4      | 0      |
| Totale Stade Reims | Totale Stade Reims   | Totale Stade Reims | 33         | 1          |                 | 2               | 0               |                    | -                  | -                  |             | -           | -           | 35     | 1      |
| Totale carriera    | Totale carriera      | Totale carriera    | 91         | 9          |                 | 4               | 2               |                    | -                  | -                  |             | -           | -           | 95     | 11     |